# Davy Crockett et les Pirates de la rivière
Pour plus de détails, voir Fiche technique et Distribution.
Davy Crockett et les Pirates de la rivière (titre original : Davy Crockett and the River Pirates) est un film américain réalisé par Norman Foster sorti en 1956.
C'est une compilation d'extraits des trois premiers épisodes de la série télévisée Davy Crockett produite pour ABC par Walt Disney Productions.

## Synopsis
Après une saison de chasse, Davy et George vont à La Nouvelle-Orléans avec leurs fourrures à bord de leur bateau le Bertha Mae. Mais ils croisent sur la rivière, Mike Fink à bord du Gullywhumper, lui aussi avec ses fourrures. Une course s'engagent pour arriver en premier au port. Plus tard, des indiens amis de Davy sont accusés de contrebande sur la rivière Ohio. Davy, George et Mike découvrent des pirates grimés en indiens et tentent de les capturer.

## Fiche technique
- Titre original : Davy Crockett, King of the Wild Frontier
- Titre français : Davy Crockett and the River Pirates
- Réalisation : Norman Foster assisté d'Ivan Volkman
- Scénario : Thomas W. Blackburn, Norman Foster
- Responsable d'équipe : John Grubbs
- Ingénieur du son : Robert O. Cook
- Directeur de la photographie : Bert Glennon Technicolor
- Montage : Stanley Johnson
- Directeur artistique : Feild Grey
- Décors : Emile Kuri, Bertram Granger
- Costume : Carl Walker
- Effets visuels : Peter Ellenshaw (matte artiste)
- Effets spéciaux : Ub Iwerks
- Maquillage : David Newell, Phil Sheer
- Musique :
  - Composition originale : George Bruns
  - Orchestrations : Edward H. Plumb
  - Chansons : Thomas W. Blackburn et George Bruns (Ballad of Davy Crockett, King of the River, Yaller, Yaller Gold)
- Producteurs : Walt Disney, Bill Walsh
- Société de distribution : Buena Vista Film Distribution Company
- Pays de production :  États-Unis
- Langue : anglais
- Genre : Aventure, histoire, western
- Durée : 81 minutes
- Sortie nationale : États-Unis 18 juillet 1956; France 21 décembre 1956

Sauf mention contraire, les informations proviennent des sources suivantes : Leonard Maltin
- Affiche : Marcel Jeanne (France)

## Distribution
- Fess Parker : Davy Crockett
- Buddy Ebsen (VF : Robert Dalban) : George Russel
- Jeff York : Mike Fink
- Kenneth Tobey : Jocko
- Clem Bevans : Captain Cobb
- Irvin Ashkenazy : Moose
- Mort Mills : Samuel Mason
- Paul Newlan : Big Harpe
- Frank Richards : Little Harpe
- Walter Catlett : Colonel Plug
- Douglass Dumbrille : propriétaire du saloon

## Sorties cinéma
Sauf mention contraire, les informations suivantes sont issues de l'Internet Movie Database.
- États-Unis : 18 juillet 1956
- Brésil : 6 août 1955
- Danemark : 8 octobre 1956
- France : 21 décembre 1956
- Suède : 26 décembre 1956
- Italie : 3 mai 1957
- Hong Kong : 15 août 1957
- Allemagne de l'Ouest : 3 octobre 1957
- Finlande : 18 octobre 1957
- Turquie : janvier 1958
- Autriche : 15 mai 1959

## Origine et production
Au printemps 1948, lors d'un entretien avec la journaliste Hedda Hopper pour la promotion de Mélodie Cocktail, Walt Disney évoque la possibilité de réaliser un court métrage sur le personnage de Davy Crockett, créant ainsi un groupe de courts métrages sur les légendes américaines comprenant Johnny Pépin-de-Pomme et Pecos Bill. Peu après la sortie de Mélodie cocktail en mai 1948, Walt Disney décide d'arrêter la production des compilations pour reprendre celle de Cendrillon. Le projet reste dans les cartons et se transforme en série télévisée dans les années 1950 afin de permettre la construction et la promotion du parc Disneyland.
La série télévisée Davy Crockett a été développée par les studios Disney comme une suite de trois téléfilms d'une heure diffusés en 1954-1955 sur le réseau ABC, finissant par la mort du héros lors du siège de Fort Alamo.
C'est lors du tournage du troisième épisode, dans lequel le héros succombe à Fort Alamo, que débute la diffusion de la série. Le succès est immédiat mais Disney se retrouve avec « juste trois épisodes et un héros mort. » Afin de conserver un peu de l'aura du personnage, la chanson La Ballade de Davy Crockett est commercialisée mais elle engendre un engouement pour le héros avec des produits dérivés dont la casquette en raton laveur.
La popularité du héros, incarné par Fess Parker, fut telle que Disney a compilé des extraits des trois épisodes pour en faire un long métrage de 90 minutes diffusé au cinéma édité juste avant l'été 1955, Davy Crockett, roi des trappeurs,. Par la suite, Disney a produit deux épisodes supplémentaires constituant une seconde saison dès 1955. À nouveau des extraits de ces deux épisodes ont été réunis et diffusés au cinéma durant l'été 1956 sous le nom Davy Crockett et les Pirates de la rivière.
Le film se déroule dans les années 1810 sur la rivière Ohio. Il contient des scènes assez difficile à réaliser comme celle des rapides sur la rivière Ohio et celle de La Nouvelle-Orléans,. Cette dernière a été obtenue grâce à la technique du panneau de verre peint.

## Analyse
Selon Leonard Maltin, le découpage du film en deux séquences, provenant des deux épisodes est clairement visible. Chacune des séquences possède sa direction et son rythme mais aussi un thème commun qui leur permet d'être assemblée. La première séquence est centrée sur le personnage de Mike Fink interprété par Jeff York et les collusions entre les équipages des deux bateaux s'affrontant dans une course avec son lot de glissades, chutes et plongeons. La seconde séquence est plus orientée sur la protection des indiens accusés à tort à cause de pirates.